# بنت کریک (کارولینای شمالی)
بنت کریک (به انگلیسی: Bent Creek) شهری در ایالت کارولینای شمالی کشور ایالات متحده آمریکا است که جمعیت آن در سرشماری سال ۲۰۱۰ میلادی، ۱٬۲۸۷ نفر بوده‌است.